# A Kind of a Stopwatch
A Kind of a Stopwatch este episodul 5 al celui de-al cincilea sezon al serialului american Zona crepusculară. A fost difuzat inițial pe data de 18 octombrie 1963 pe CBS. În acest episod, un bărbat dobândește un cronometru care poate opri timpul.

## Intriga
Patrick McNulty este un om de prisos și enervant de peste 40 de ani. Acesta este chemat într-o zi în biroul șefului său, domnul Cooper, și este convins că va fi lăudat pentru desele sale contribuții la cutia cu sugestii⁠(d). În schimb, este mustrat, deoarece toate sugestiile sale se referă la domenii de activitate în care compania nu este implicată. Prin urmare, Cooper decide să-l concedieze.
McNulty vizitează barul lui Joe Palucci, unde opiniile sale despre un eveniment sportiv în desfășurare îi alungă pe ceilalți clienți. Paluci îi cere acestuia să-și găsească un alt bar, dar McNulty îl ignoră și cumpără o băutură pentru singurul client rămas, bețivul Potts. Acesta din urmă îi ofer lui McNulty propriul său cronometru. McNulty descoperă repede că darul neobișnuit oprește timpul pentru toți cei din jurul său, cu excepția celui care îl poartă.
McNulty încearcă să-i prezinte lui Cooper puterea cronometrului în încercarea de a-și îmbunătăți relația cu acesta, dar Cooper nu-l înțelege și îl spune să părăsească barul. Când revine la bar, McNulty încearcă să demonstreze puterea cronometrului clienților, însă aceștia nu înțeleg la ce se referă.
Între timp, acesta decide să jefuiască o bancă, dar într-un moment de neatenție scapă cronometrul din mână, iar aparatul se sparge, fapt care oprește timpul în întreaga lume pentru totdeauna. Neștiind cum să-l repare, McNulty imploră ajutor din partea oamenilor din jurul său blocați în timp.

## Distribuție
- Richard Erdman - Patrick Thomas McNulty
- Herbie Faye - Joe Palucci, barmanul
- Leon Belasco - Potts, bețivul care îi oferă cronometrul lui McNulty
- Doris Singleton - secretar domnului Cooper
- Roy Roberts - domnului Cooper
- Richard Wessel - Charlie, client în barul lui Palucci
- Ray Kellog - Fred
- Ken Drake - Daniel, client
- Sam Balter - crainic sportiv
- Al Silvani - client